# Rönnebo
Rönnebo är en gård i Bjuråkers socken i Hälsingland som blev byggnadsminne 1990.
Hemmanet Rönnebo bildades 1752 och det är troligt att det äldre av gårdens båda bostadshus uppfördes vid den tiden. Den ursprungliga ägaren var major Axel Rönquist vid Delsbo kompani. Kring år 1800 skedde en modernisering där mangårdsbyggnaden kläddes med locklistpanel och försågs med ett utbyggt trapphus med dekorativa detaljer i nyklassisk stil. Axel Rönquist lämnade Bjuråker 1808 och sålde gården till lantmäteridirektören Anders Aspholm. 1860 köptes gården för första gången av en bonde och övergick därefter att bli en renodlad bondgård.
Vid 1900-talets början byggde gården bonde ut och moderniserade en mindre byggnad som fanns på gården och flyttade ut från den gamla mangårdsbyggnaden. Mangårdsbyggnaden användes sedan som bostad för lantarbetare och olika hyresgäster. Från och med 1946 drevs ett STF-vandrarhem på gården under en tid, men därefter har byggnaden stått i stort sett oanvänd.
Gården skiljer sig från traktens övriga bondgårdar genom sitt öppna byggnadssätt och genom mangårdsbyggnadens femdelade planlösning över två våningar.